# Karboxypeptidas
Karboxypeptidas är ett enzym som katalyserar klyvningen av peptidbindningen närmast karboxyterminalen på ett protein. Det består av en enda polypeptid, 307 aminosyror lång, och utsöndras av bukspottskörteln i form av prokarboxypeptidas. I tunntarmen omvandlas det under inverkan av kymotrypsin till den aktiva formen karboxypeptidas.